# Windows 画像と FAX ビューア
Windows 画像と FAX ビューア（ウィンドウズ がぞうと ファックス ビューア）は、Windows XPに標準収録されている画像ビューア。
Windows Vistaでは「Windows フォト ギャラリー」に置き換えられたが、Windows 7からは「Windows フォト ビューアー」として再び標準搭載されている。
Windows 10以降は、UWP版のフォトアプリが標準搭載されるようになったが、レジストリの変更で「Windows フォト ビューアー」も使用できる。

## 概要
Windowsでサポートされている画像ファイルの閲覧、印刷ができる。また、FAXやTIFFにはコメントを付加することもできる。簡易なスライドショーも行うことができる。
独立したexeファイルではなく、dllファイルとしてシステムに組み込まれている。
閲覧している画像ファイルを回転させることができ、回転を行うと画像が上書き保存される。
スペックが低い環境では高解像度の画像ファイルを閲覧しようとしたときにまれにプレビューの作成に失敗することがある。
Windows XPでは画像ファイルを開くプログラムとして標準で指定されているため、Windows 2000以前のようにペイント等のグラフィックソフトウェアで起動するには手動で関連付けを変更する必要がある。

## 関連ソフトウェアの経緯
- Microsoft Officeの付属ソフトウェアとしてその使用権保有者に提供
  - Microsoft Photo Editor - Microsoft Office XPまで付属。
  - Microsoft Office Picture Manager - Microsoft Office 2003、2007および2010まで付属。Office 2013 以降には付属されていないが、無償公開されているSharePoint Designer 2010をダウンロードし、スタンドアロンアプリとしてインストールすることで利用可能である[2]。

- Microsoft WindowsのOSの使用権保有者に提供
  - Windows フォト ギャラリー - Windows Vistaに付属。Windows 7、8には付属しなかったが、Windows Essentialsの1つとして提供されていた。Windows 8.1以降にもインストールできるが公式には非対応。
  - フォト（Microsoft Photos） - Windows 10以降に標準搭載されているUWPアプリ。Microsoft Storeでも無償配布されている[3]。写真だけでなく動画編集や、それらの自動分類も可能。マイクロソフトは公式に「Picture Manager の後継[4]」であると発表している。